# Maurice Ransford
Maurice Ransford (Terre Haute, 3 agosto 1896 – San Diego, 25 agosto 1968) è stato uno scenografo statunitense.
Ha ricevuto tre volte la nomination ai Premi Oscar nella categoria migliore scenografia: nel 1946, nel 1948 e nel 1954.

## Filmografia parziale
- The Pied Piper, regia di Irving Pichel (1942)
- Il sergente immortale (Immortal Sergeant), regia di John M. Stahl (1943)
- Nelle tenebre della metropoli (Hangover Square), regia di John Brahm (1945)
- Femmina folle
- Capitano Eddie
- La superba creola
- Le mura di Gerico
- Cielo di fuoco
- L'adorabile intrusa
- L'affascinante bugiardo
- Primo peccato (Dreamboat), regia di Claude Binyon (1952)
- Niagara, regia di Henry Hathaway (1953)
- Titanic, regia di Jean Negulesco (1953)
- L'uomo che capiva le donne